# Carol al XIII-lea al Suediei
Carol al XIII-lea (suedeză: Karl XIII), (n. 7 octombrie 1748, Stockholm, Suedia – d. 5 februarie 1818, Stockholm, Suedia-Norvegia) a fost regele Suediei din 1809 și rege al Norvegiei (unde a fost cunoscut drept Carl II) din 1814 și până la moartea sa. A fost al doilea fiu al regelui Adolf Frederic al Suediei și a reginei Luisa Ulrika a Prusiei, sora lui Frederic cel Mare al Prusiei.
Carol a fost descris ca fiind dependent și ușor de influențat de alții, iar multe din afacerile sale i-au atras reputația de libertin. El a fost foarte interesat de societățile secrete supranaturale și misticism. El a fost, de asemenea, un membru al francmasonilor și în 1811 a fondat Ordinul Carol al XIII-lea, un ordin suedez de cavalerism acordat numai pentru protestanții francmasoni.
La asasinarea lui Gustav al III-lea în 1792, Carol a acționat în calitate de regent al Suediei până la 1796, pentru a-l ajuta pe nepotul său, regele Gustav al IV-lea, care era minor atunci când tatăl său a fost împușcat în opera din Stockholm. Acești patru ani au fost luați în considerare, probabil, ca fiind perioada cea mai mizerabilă și degradantă din istoria suedeză.
La atingerea vârstei majoratului al lui Gustav al IV-lea, în noiembrie 1796, regența ducelui s-a încheiat. În 1803, afacerile lui Boheman au provocat un conflict grav între Gustav și cuplul ducal. 
La Uniunea Suediei cu Norvegia, pe 4 noiembrie 1814, Carol a devenit rege al Norvegiei, sub numele de Carol al II-lea al Norvegiei. După opt ani ca rege doar cu titlul, Carol a murit fără moștenitori legitimi, pe 5 februarie 1818, iar Casa Bernadotte l-a succedat ca rege, cu primul conducător al lor, Carol al XIV-lea Ioan al Suediei.
| Carol al XIII-lea al Suediei Casa de Holstein-GottorpRamură a Casei de OldenburgNaștere: 7 octombrie 1748 Deces: 5 februarie 1818 |                                                        |                                        |
| Titluri regale |                                                        |                                        |
| Predecesor: Gustav IV Adolf | Regent al Suediei 1792-1796 (acting) /1809 (appointed) | Succesor: El însuși ca Rege al Suediei |
| Predecesor: El însuși | Rege al Suediei 1809-1818                              | Succesor: Carol XIV/III Ioan           |
| Predecesor: Christian Frederick                                                                                                   | Rege al Norvegiei 1814-1818                            | Succesor: Carol XIV/III Ioan           |